# Кейпо де Льяно, Гонсало
Гонса́ло Ке́йпо де Лья́но и Сье́рра (исп. Gonzalo Queipo de Llano y Sierra; 5 февраля 1875, Тордесильяс — 9 марта 1951, близ Севильи) — испанский генерал, один из руководителей восстания 1936 г. Участник гражданской войны в Испании 1936—1939 на стороне франкистов.

## Образование и военная служба
Учился в католической семинарии, откуда ушёл и завербовался в армию в качестве стрелка. Позднее окончил королевское кавалерийское училище в Вальядолиде, после этого участвовал в качестве офицера кавалерии в испано-американской войне 1898 года на Кубе и в Рифской войне в Марокко.
С 1923 года — бригадный генерал.

## Республиканский генерал
Критично относился к ситуации в испанской армии, находился в оппозиции к диктатуре генерала Мигеля Примо де Риверы (пришедшего к власти в 1923), в связи с чем был заключён в тюрьму. После освобождения в 1926 году продолжал оставаться в оппозиции, и в 1928 году был уволен из армии. В этот период был вынужден зарабатывать на жизнь изготовлением мыла и торговлей им. В 1930 году возглавил Республиканскую военную организацию и сотрудничал с Республиканским революционным комитетом, возглавившим антимонархический заговор. После неудачи восстания против короля Альфонса XIII генерал Кейпо де Льяно эмигрировал в Португалию и вернулся в Испанию после свержения монархии в апреле 1931 года.
Республиканские власти не только восстановили его в армии, но и повысили в звании и должности: он был произведён в дивизионные генералы (высшее военное звание в Испании после того, как в 1931 году были упразднены звание и должность генерал-капитана и звание генерал-лейтенанта) и назначен командиром первой органической дивизии со штабом в Мадриде. Затем был назначен начальником военного кабинета президента республики Нисето Алькала Саморы.
В 1934—1936 годах Кейпо де Льяно был генеральным инспектором карабинеров. Он считался последовательным сторонником республики, и его участие в заговоре против пришедшего к власти в феврале 1936 года правительства Народного фронта стало неожиданностью для республиканских политиков. Такой выбор генерала был продиктован его несогласием со многими аспектами политики левых сил — аграрной реформой, объявлением вне закона крайне правой Испанской фаланги, антиклерикальными мероприятиями. Кроме того, Народный фронт весной 1936 года настоял на отставке президента Алькала Саморы, сын которого был женат на дочери Кейпо де Льяно.

## Установление контроля над Севильей
Накануне военного выступления Кейпо де Льяно был одним из наиболее активных участников заговора. Под видом инспектирования подразделений карабинеров он объездил значительную часть страны, занимаясь подготовкой выступления националистов — позднее генерал с гордостью говорил, что его спортивный автомобиль «Испано-суиса» в это время проехал 20 тысяч миль. 17 июля 1936 года против республики выступили военные в Марокко — Кейпо де Льяно тогда находился в Уэльве и после получения сообщения демонстративно отправился в кино, чтобы не быть заподозренным в соучастии. Кроме того, он отправил семью в дом своего брата в Малаге, полагая, что это место будет надёжным убежищем (позднее его семья оказалась в руках республиканцев, но генерал добился её обмена на заложников).
Уже утром 18 июля Кейпо де Льяно прибыл в Севилью, где возглавил выступление националистов с целью установления контроля над этим политически и стратегически важным городом. В сопровождении адъютанта и трёх офицеров он прибыл к командующему второй органической дивизии генералу Вилья-Абрайе и потребовал от него выступить против правительства. Увидев нерешительность командующего, Кейпо де Льяно приказал арестовать его вместе со штабом, что и было сделано: Вилья-Абрайе и его штабисты не были расположены рисковать, становясь на одну из сторон. Затем Кейпо де Льяно отстранил от должности лояльного республике командира пехотного полка и в условиях, когда другие офицеры отказались присоединяться к выступлению, передал командование полком капитану, согласившемуся встать на сторону националистов. Однако решающую роль в успехе Кейпо де Льяно сыграла поддержка со стороны артиллерийской воинской части, а затем и Гражданской гвардии, что позволило ему уже в первой половине дня занять центр города и добиться капитуляции гражданского губернатора. При этом он не получил ожидавшегося содействия со стороны активистов Испанской фаланги — её севильские лидеры ещё ранее были арестованы, а студенты, составлявшие основу организации, находились на каникулах. Поэтому 18 июля к генералу прибыли всего 15 фалангистов. Таким образом, успех Кейпо де Льяно в Севилье предстаёт в качестве примера рискованной, но успешной импровизации в сочетании с очевидной пассивностью местного военного начальства.
Впрочем, по данным современного историка Пола Престона, выступление в городе готовилось заранее, и Кейпо де Льяно мог рассчитывать на поддержку четырёх тысяч военнослужащих. Это означает, что генерал действовал более рационально, чем считалось изначально, а присоединение к нему артиллеристов и гвардейцев предусматривалось изначально. Однако это не отменяет того факта, что инициатива генерала, нейтрализовавшего военное командование и добившегося важного прецедента — перехода пехотинцев на сторону националистов — сыграла ключевую роль в успехе выступления.
Вслед за захватом центра города Кейпо де Льяно возглавил подавление сопротивления в рабочих пригородах, где сторонники левых партий возвели баррикады, сожгли 11 церквей и шёлковую фабрику, принадлежавшую маркизу Луке де Тене, известному своими монархическими взглядами. Бои продолжались до 20 июля, когда с помощью войск, прибывших из Марокко, Кейпо де Льяно удалось полностью установить контроль над городом.

## Деятельность в Севилье
Режим, установленный Кейпо де Льяно в Севилье и её окрестностях, характеризовался крайней жестокостью, арестами и массовыми расстрелами сторонников республики, которых часто убивали на основе доносов и «чёрных списков», составленных испанскими националистами. В репрессиях участвовали как вооружённые силы, так и правые военизированные формирования. Генерал и его сотрудники сформулировали критерии для применения репрессий, используя не столько юридические, сколько политические и идеологические аргументы — так, достаточным мотивом для ареста или даже физического уничтожения человека признавалась его работа в легитимных республиканских учреждениях. Позднее Франсиско Франко распространил такую практику на всю территорию страны, контролируемую националистами — хотя Кейпо де Льяно в течение всей войны действовал с высокой степенью самостоятельности от Франко, к которому испытывал неприязнь. Среди лиц, расстрелянных на территории, контролируемой Кейпо де Льяно, были социалисты, коммунисты, левые республиканцы, лояльные правительству Народного фронта военные, активисты общественных организаций. В частности, погибли знаменитый поэт Федерико Гарсия Лорка и командующий войсками в Гранаде генерал Мигель Кампинс (помиловать последнего просил Франко, бывший его другом, но Кейпо де Льяно ответил отказом).
Генерал стал одним из руководящих деятелей пропаганды франкистов. Он ежедневно по вечерам выступал по радио, широко используя методы психологической войны — воодушевляя националистов и запугивая республиканцев. Выступления Кейпо де Льяно носили крайне резкий характер — так, он заявил, что разрешает убить как собаку любого, кто посмел бы оказать националистам сопротивление, и при этом обещал полное освобождение от ответственности.
М. Кольцов в «Испанском дневнике» так отозвался о его пропаганде:

вечером оживают невидимые испанские радиопросторы.
«Ночной зефир струит эфир». В эфире с берегов Гвадалквивира, из Севильи, в девять с половиной часов несутся солдафонские остроты и грозные матюки генерала Кейпо де Льяно, пьяницы-наркомана, садиста и похабника.
Кейпо струит в эфир угрозы. Он напоминает генералу Миахе (командующему республиканских войск, оборонявших Мадрид) какие-то обиды 1908 года, он обещает выпороть старика (Миаху) на конюшне, он смачно расписывает, как сотня марокканцев будет по очереди управляться с Маргаритой Нелькен (испанская социалистка, депутат кортесов).

В своей имиджевой деятельности Кейпо де Льяно использовал и церковный фактор — он постоянно посещал мессы, молился перед святыми образами, а на Пасхальной неделе возглавлял торжественную процессию, что положительно воспринималось многими верующими, особенно на фоне республиканского антиклерикализма предыдущего времени.
Наряду с репрессиями и пропагандой, Кейпо де Льяно проводил активную социально-экономическую политику, действуя авторитарными и часто популистскими методами. Генерал самостоятельно заключал экономические соглашения с Германией и Италией, обменивая сырьё и продовольствие на автомобили и стрелковое оружие, а также развивал сельское хозяйство (рисоводство), что было важно в условиях, когда богатая рисом Валенсия осталась под контролем республиканцев. Он приобретал за символическую цену земельные участки, принадлежавшие сторонникам республики, и строил на них общественное жильё, отменил до конца войны арендную плату, убедил крупнейших землевладельцев региона бесплатно передать крестьянам часть земель.

По словам С. Ю. Данилова, 

пьянице и солдафону Кейпо, болтавшему по радио — «Сегодня я упьюсь шерри-бренди, а завтра возьму Малагу», удалось то, что смогли сделать очень немногие политики всех времён и народов. А именно — он в условиях трудной войны существенно смягчил земельный вопрос, приглушил экономические противоречия в деревне и превратил немалую часть обездоленных из приверженцев Республики в сторонников националистов.

При этом Кейпо де Льяно командовал армией Юга, действовавшей в Андалузии и в феврале 1937 года при активной поддержке итальянских войск взявшей Малагу — стратегически важный порт. За двадцать дней боёв франкисты на этом участке фронта продвинулись примерно на 160 километров. Как и в Севилье, генерал осуществлял жёсткие «зачистки» территории.

## После войны
В 1939 году Кейпо де Льяно был произведён в генерал-лейтенанты, но из-за недостаточной лояльности по отношению к Франко был отправлен на почётную должность за границу — главой военной миссии в Италии. По возвращении он стал генерал-капитаном второго военного округа со штабом в Севилье. В 1944 году он был награждён Крестом Сан-Фернандо, увенчанным лаврами (столь позднее награждение также связывается с его сложными отношениями с каудильо). Впрочем, он никогда открыто не выступал против Франко, который, в свою очередь, удостоил его титула маркиза.
Скончался в своём имении под Севильей и был похоронен в национальной католической базилике Макарена. Консервативная часть жителей Севильи почитали его и называли «дорогим сыном» города. Севильские кварталы Сан-Гонсало и Санта-Геновева названы в честь святых покровителей генерала и его супруги. В то же время для республиканской традиции он является одной из наиболее одиозных фигур. Если за репрессии республиканцы прозвали генерала «Андалузским палачом», то за пропагандистские выступления — «Севильским шутом».